# Pokrzywna (rzeka)
Pokrzywna – rzeka w Polsce, w województwie pomorskim, w powiecie bytowskim, przepływająca przez obszar dwóch gmin – Kołczygłowy i Trzebielino.
Początek bierze we wsi Witanowo w gminie Kołczygłowy. Dalej płynie południkowo przez obręby ewidencyjne Łobzowo i Barkocin, stanowiąc na znacznej długości granicę między nimi. Wpływając w granice gminy Trzebielino, obiera północno-zachodni kierunek spływu. Dalej przepływa przez obręby Poborowo i Trzebielino, oddzielając ten drugi od obrębu Cetyń. W pobliżu osady Glewnik obiera orientację południową i południowo-zachodnią. Uchodzi do Wieprzy w obrębie Bożanka na wysokości około 69,5 m n.p.m.
W górnym biegu wpada do Jeziora Granicznego, z którego wypływa na wysokości około 144,2 m n.p.m.